# Strona di Mosso
Lo Strona di Mosso (Stron-a ëd Mòss in piemontese) è un torrente del Piemonte, affluente in sinistra orografica del Cervo. Il suo corso si sviluppa interamente in Provincia di Biella.
L'intero bacino dello Strona ha un perimetro di 49 km.

## Idronimo
Il nome del torrente deriverebbe a sua volta da storn o strom, radici celtiche che stanno a indicare acqua corrente o fiume.

## Percorso
Nasce poco a sud del Bocchetto di Sessera e solca la gola di Camandona, ove viene trattenuto nell'invaso artificiale di Ponte Vittorio originando un laghetto ricco di trote.
Da qui forma la Valle di Mosso o Vallestrona (omonima a quella del Cusio, in provincia di Verbania), densamente abitata e ricca di opifici tessili.
Aggirato il Monte Rovella il corso il torrente si dirige verso sud-est; raggiunta Cossato riceve il contributo idrico del Quargnasca ed esce nella pianura agricola confluendo infine nel Cervo.

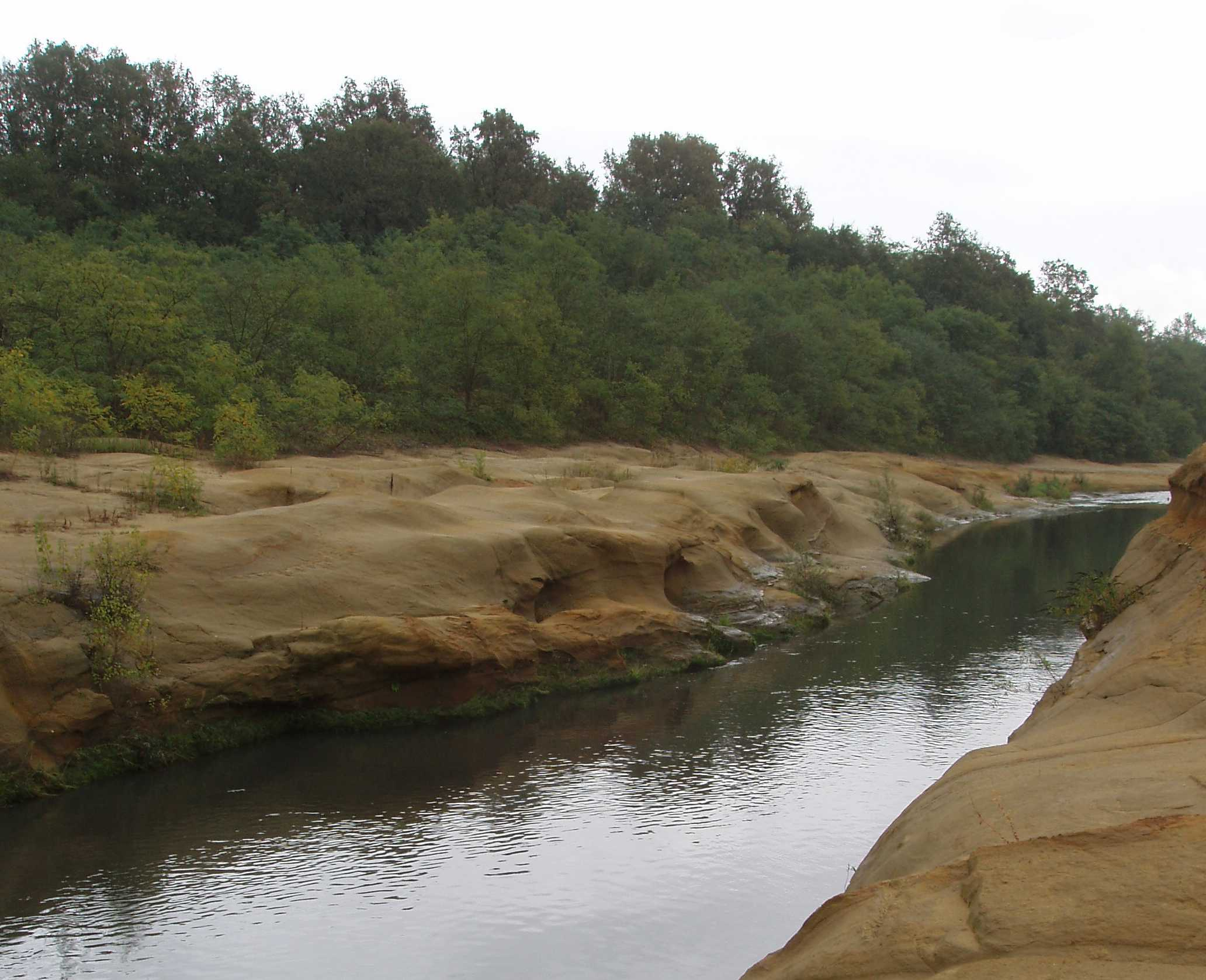
La zona dei canyon di sabbia

Rappresenta il corso d'acqua più significativo del Biellese centrale e la valle che forma è caratterizzata da un paesaggio dove una massiccia presenza di stabilimenti industriali coesiste con i bei boschi che ammantano le pendici delle montagne circostanti.

Nella zona della confluenza dello Strona nel Cervo l'erosione ha scavato caratteristiche formazioni note come canyon di sabbia nei depositi di sabbia compatta e rossiccia attraversati dagli alvei dei due torrenti.
Questi depositi sabbiosi vengono poi scavati in alcuni punti dall'azione erosiva dei ciottoli trasportati dalla corrente che produce marmitte di sabbia, analoghe come meccanismo di formazione alle marmitte dei giganti presenti nei torrenti di montagna.
Lo Strona attraversa i comuni di Tavigliano, Callabiana, Camandona, Veglio, Pettinengo, Valle Mosso, Bioglio, Strona, Crosa, Lessona e Cossato (tutti in Provincia di Biella).

## Principali affluenti
- in sinistra idrografica:

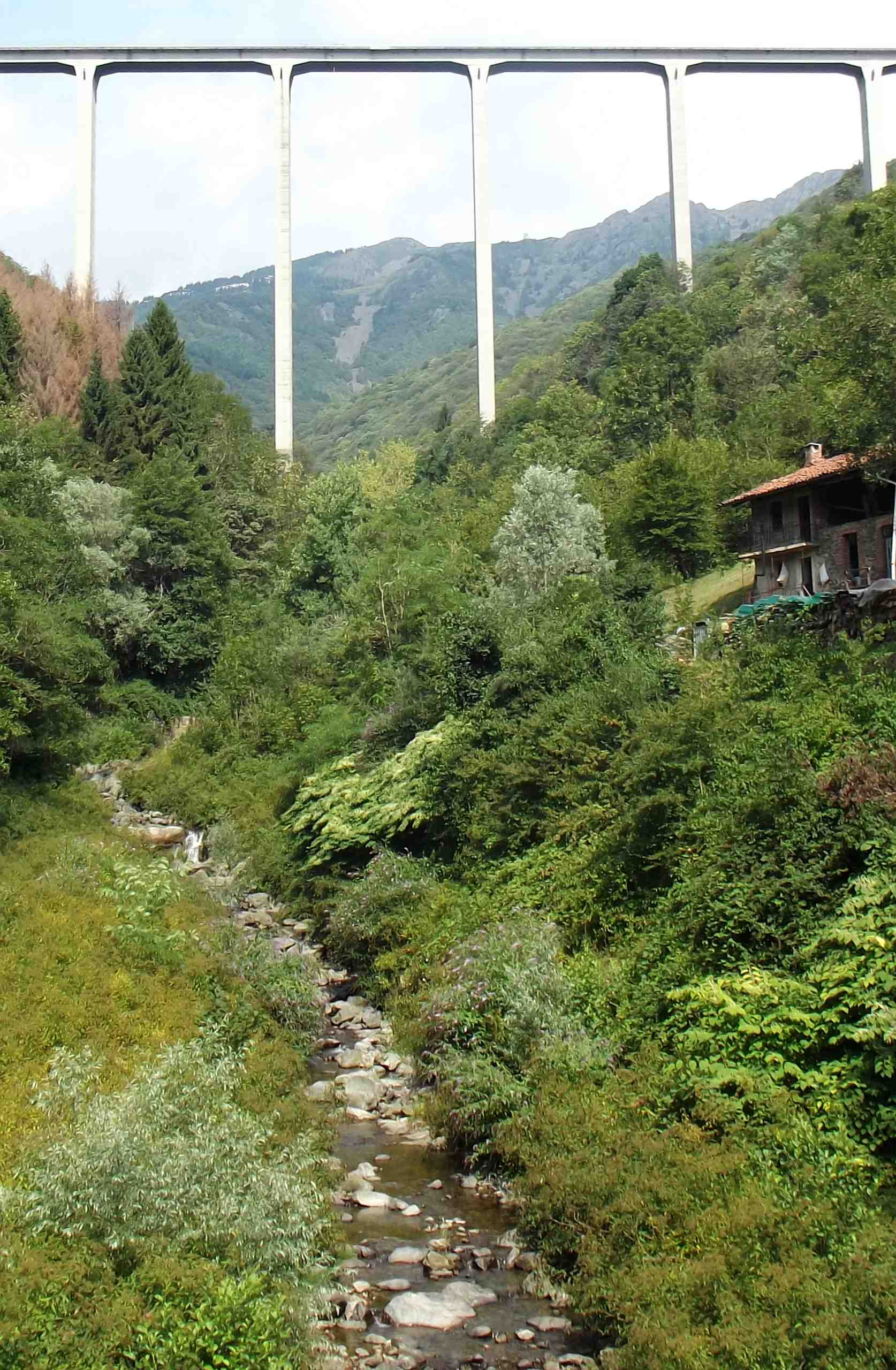
Il rio Poala e, sullo sfondo, il ponte della Pistolesa

  - Rio Berguso: confluisce nello Strona al Lago di Ponte Vittorio;
  - Rio Overa: scende da Bielmonte passando tra Camandona e Veglio;
  - Rio Poala: è attraversato dall'altissimo viadotto della Pistolesa e si getta nello Strona appena a monte del centro di Valle Mosso;
  - Rio Caramezzana: confluisce nello Strona poco più in basso del Poala, dopo aver segnato per lungo tempo il confine fra Mosso Santa Maria e Pistolesa;
  - Rio Toléra: scende da Capomosso, solcando la gola fra Mosso e Crolle, sotto Buggie si getta nello Strona in Valle Mosso;
  - Rio Venalba: nasce sotto dalla Ragna di Margosio, e dopo aver segnato per secoli il confine fra Mosso Santa Maria e Valle Superiore Mosso, e fra Croce Mosso e Valle Mosso, nel centro di quest'ultimo, in regione Prelle, confluisce nello Strona;
  - Rio Merle: ha le sue sorgenti alle pendici dell'abitato di Croce Mosso, e dopo aver lambito le frazioni Gallo e Molina si getta nel torrente maggiore in prossimità dell'abitato di Falcero;
  - Rio Campore: prende il nome dalla frazione nei pressi della quale confluisce nello Strona, ma le sue sorgenti sono fra Regione Massaro e Premarcia;
- in destra idrografica:
  - Rio Soccasca: nasce sul Monte Casto nei pressi della frazione Socco di Callabiana;
  - Rio Tamarone: forma la boscosa valletta che separa Selve Marcone da Pettinengo;
  - Torrente Quargnasca, senza dubbio l'affluente più rilevante, che confluisce nello Strona in destra idrografica nel territorio comunale di Cossato poco dopo avere a sua volta ricevuto le acque del Chiebbia.[5]

## Regime

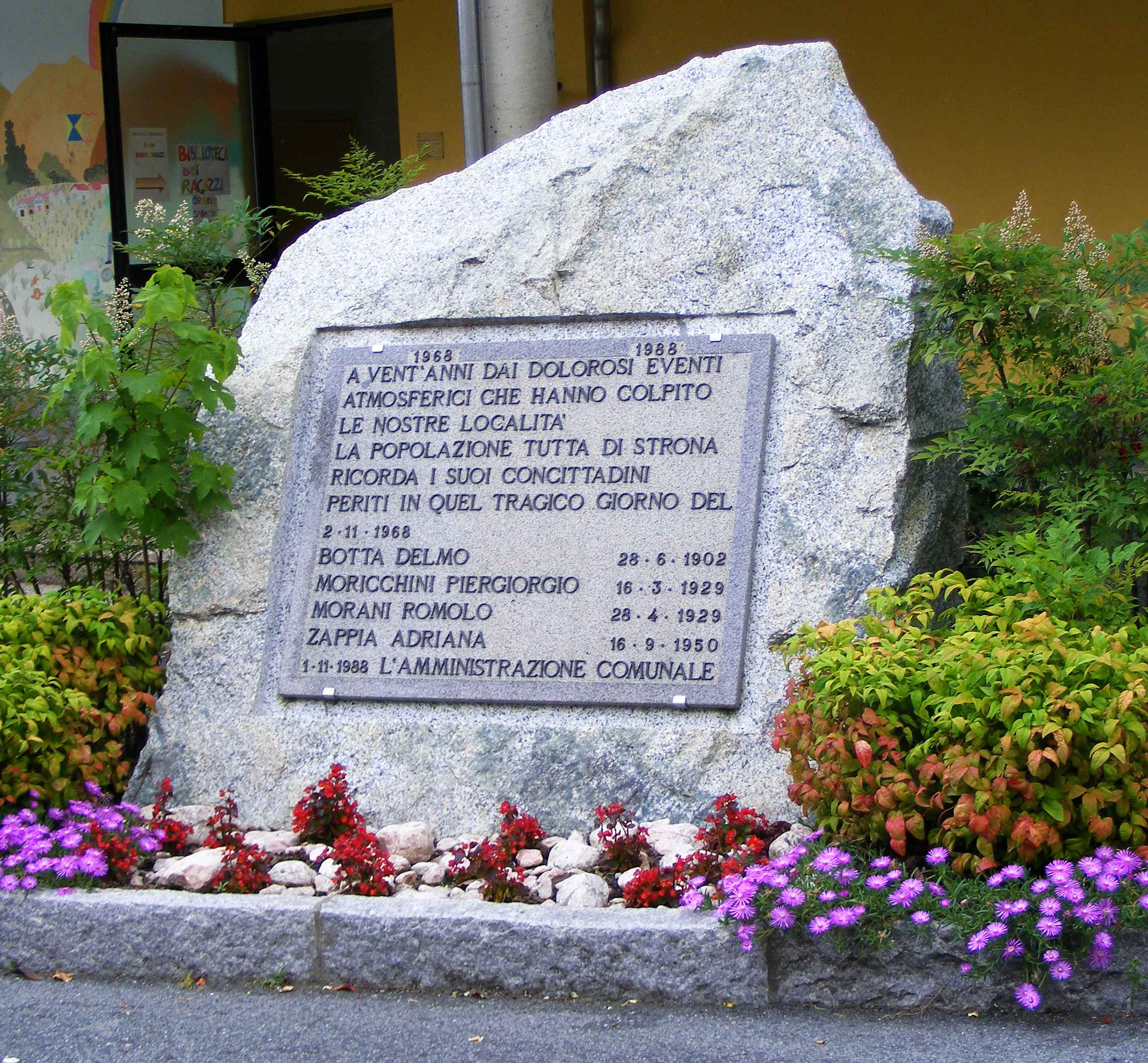
Lapide in memoria delle vittime dell'alluvione del 1968 in comune di Strona

Le piene dello Strona hanno causato danni anche gravissimi durante gli eventi alluvionali che hanno coinvolto il Biellese; quello del novembre 1968 è stato quasi certamente il più rovinoso.
L'alluvione causò infatti nella valle 58 morti e più di 100 feriti; 250 abitazioni e molti stabilimenti industriali vennero distrutti e numerose aziende dovettero ricorrere alla cassa integrazione, che arrivò ad interessare circa 13.000 lavoratori.

## Stato ambientale

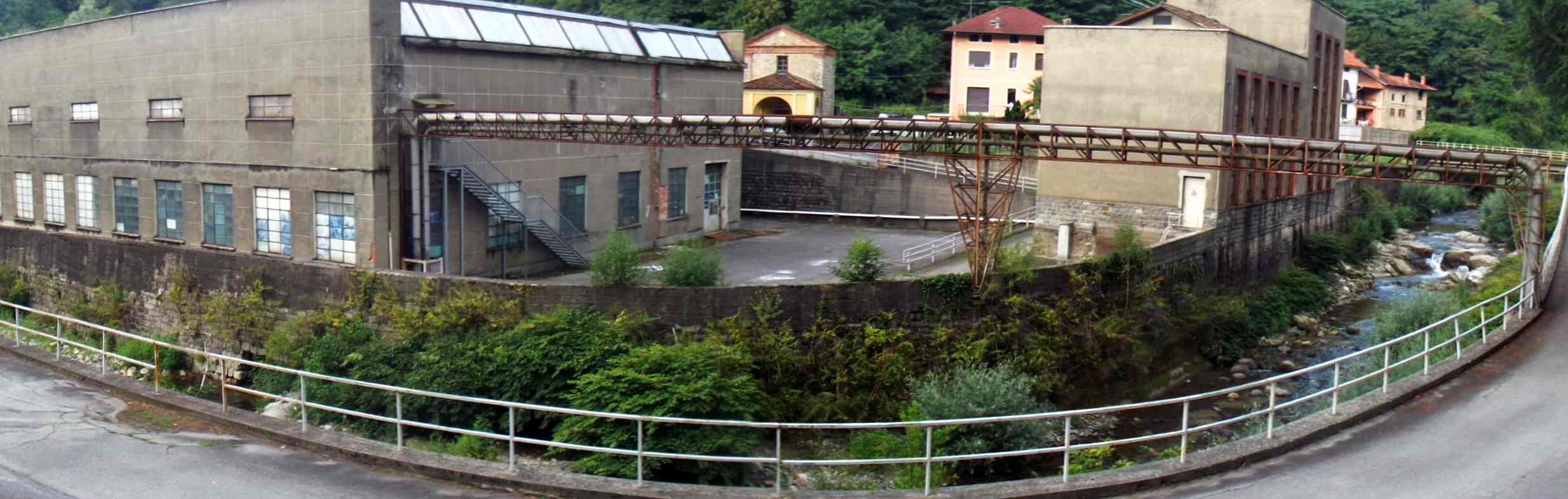
Lo Strona presso Molino Filippo (Valle San Nicolao)

Lo stato ambientale delle acque del torrente è stato classificato al 2002 dalla Regione Piemonte  come "BUONO" fino a Veglio e "SUFFICIENTE" a Cossato, essendo il tratto di valle caratterizzato da immissioni di origine civile e industriale e dalla presenza di residui di prodotti fitosanitari.

## Utilizzi

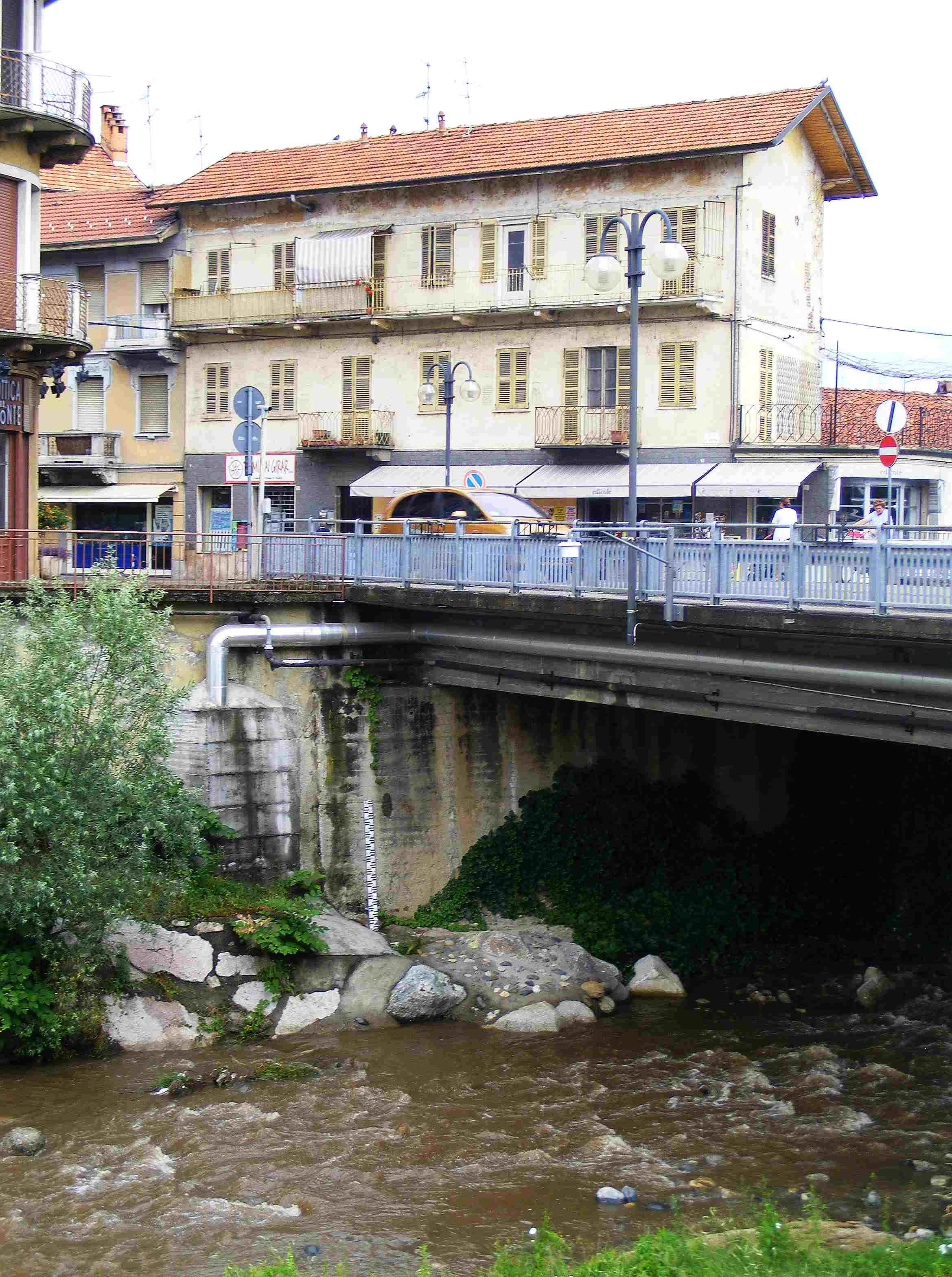
Lo Strona a Cossato

La purezza e le proprietà chimiche delle sue acque sono state fonte della fortuna del comparto tessile della valle per il lavaggio delle pezze, ancor prima che inesauribile sorgente di energia cinetica.

Il torrente subisce tuttora numerosi prelievi idrici per uso industriale e promiscuo. Significativo tra questi quello della Società Acquedotto Industriale Vallestrona, che ha in gestione il già citato invaso di Ponte Vittorio a Camandona per uso industriale e irriguo.